# Hans Peter Heinrich Westh Hansen
Hans Peter Heinrich Westh Hansen (født 13. april 1917 i Nørre Nebel - død 2. september 1947 i Hanstholm) var en dansk modstandsmand, han var under krigen med til omdeling og produktion af illegal presse i Thisted og omegn, da han var boghandler i Thisted. Han startede med produktionen i 1943, han blev i 1945 fanget af Gestapo og sendt til Frøslevlejren. 

## Død
Han døde i 1947 i en drukneulykke i Hanstholm. Efter at have været ude og bade med hans bror Bjørn Westh-Hansen, forsvandt han, man ledte i 6 timer, men uden held, han blev, kort tid efter at eftersøgningen var standset, fundet af hans bror, der så hans badehætte nede på stranden i Hanstholm, hvor han også fandt den livløse krop.
Han ligger begravet på Nørre Nebel kirkegård, hvor han har lov til at ligge evigt efter en aftale med staten om modstandsfolk. 
Hans gravsten er rejst af hans kammerater på stuen i Frøslevlejeren. 
 Der er for få eller ingen kildehenvisninger i denne artikel, hvilket er et problem. Du kan hjælpe ved at angive troværdige kilder til de påstande, som fremføres i artiklen.